# موسیقی در ایران

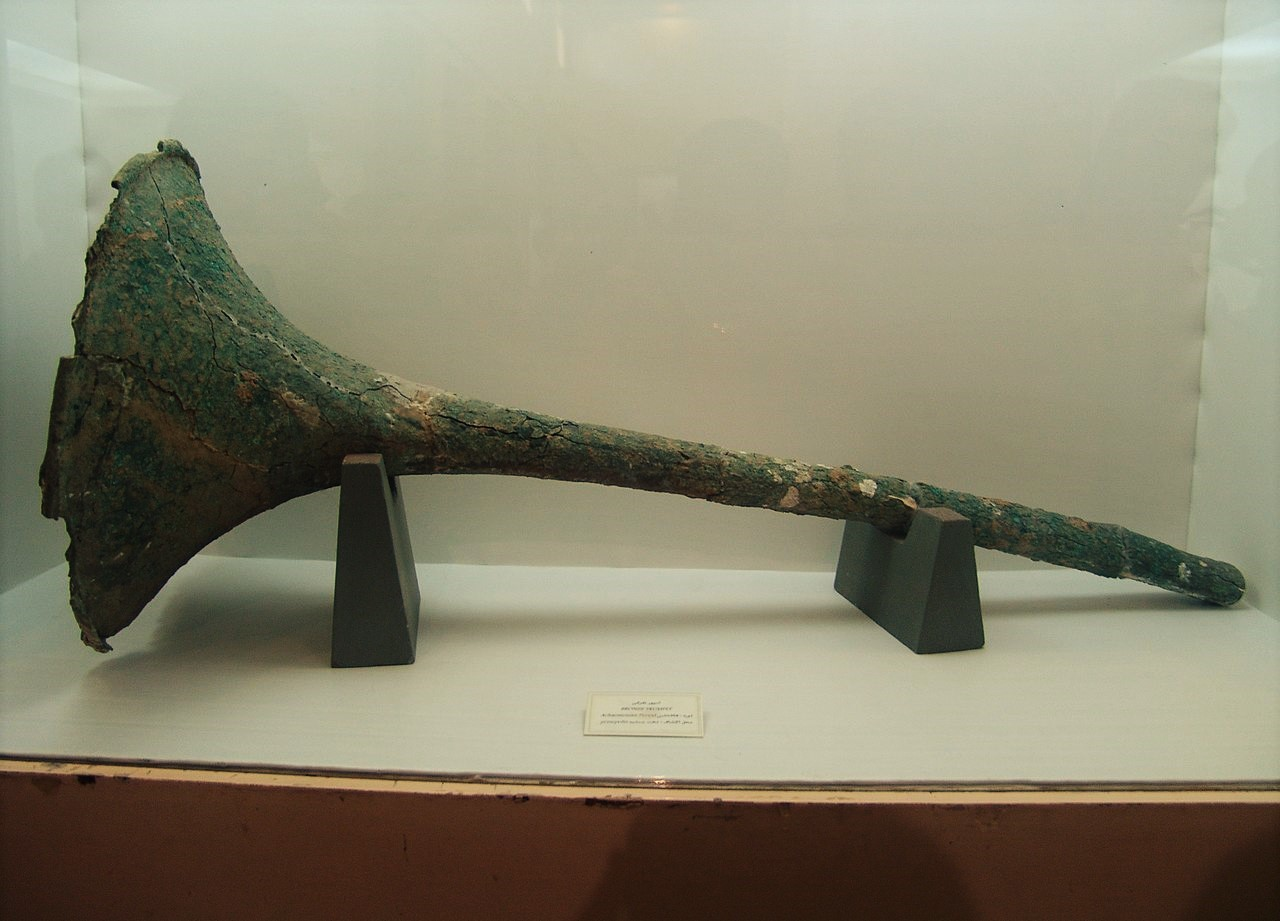
یک کرنا، ساز موسیقی ایرانی که در موزهٔ هخامنشی نگهداری می‌شود.

موسیقی در ایران پیشینه‌ای دیرینه دارد و به دوران ایران باستان بازمی‌گردد. ایران خاستگاه موسیقی‌هایی غنی و گوناگون است و موسیقی سنتی ایران به عنوان یکی از مؤلفه‌های فرهنگ و هنر ایرانی به‌شمار می‌رود. تقریباً همهٔ اقوام ایرانی دارای موسیقی بومی ویژهٔ خود هستند.
موسیقی در ایران از دوران باستان دارای اهمیت بوده است. در دوران شاهنشاهی هخامنشی، موسیقی در آیین‌های مذهبی و دادگاه‌ها استفاده می‌شده است. هویت دقیق موسیقی ایرانی هنوز آشکار نشده است اما پژوهش پیرامون آن ادامه دارد و جوانبی از آن، مشخص شده است. موسیقی در دوران ساسانیان قابل توجه بوده است و ساسانیان، شمار فراوانی از سازها را به کار برده‌اند. باربد، از موسیقی‌دانان دوران شاهنشاهی ساسانی، نخستین سیستم موزیکال خاورمیانه را با عنوان خسروانی ایجاد کرد. بسیاری از مدها و ملودی‌های باستانی ایران، با تسلط اعراب بر این کشور، از بین رفته‌اند؛ اما دستگاه‌ها، به شکل شفاهی به ایران کنونی رسیده‌اند. ایران زادگاه نخستین سازهای پیچیده است که قدمت برخی از آنان، به هزارهٔ سوم پیش از میلاد می‌رسد. نواحی ایران، دارای شمار قابل توجهی سازهای بومی از انواع بادی، پوست‌صدا، خودصدا و زهی هستند. سازهایی مانند تار، سه‌تار، بربط، سنتور، قانون، کمانچه، نی، قیچک، رباب، تنبک، دف، دایره و دایره‌زنگی در موسیقی ملی ایران به کار می‌روند. در دهه‌های ۱۳۳۰ و ۱۳۴۰، موسیقی ایران به شکلی اساسی تغییر یافت. در دههٔ ۱۳۳۰، موسیقی پاپ وارد ایران شد و نخستین گروه‌های پاپ و راک ایرانی، شکل گرفتند. موسیقی پاپ ایرانی در این دوران، از موسیقی پاپ غربی اثر گرفت. در دههٔ ۱۳۴۰ نیز نخستین شاخه‌های نوگرایی در موسیقی ایران، پدیدار شد. در اواسط دههٔ ۱۳۴۰، استودیوهای ایرانی با همراهی بارها و باشگاه‌های شبانه، به گسترش موسیقی جدید رایج در ایران کمک کردند. در این سال‌ها، شعر و موسیقی ایران، دگرگون شد و ستاره‌های موسیقی، یکی پس از دیگری بر روی صحنه رفتند.
جایگاه زنان در موسیقی ایرانی، پس از انقلاب ۱۳۵۷ با محدودیت‌هایی روبرو گردید و فقهای اسلامی این کشور، اعلام کرده‌اند که آواز خواندن آنان، کاری «لهو و لعبی» است. برای اجرای زنان، قوانین خاصی وجود دارد که باعث توقف بسیاری از کنسرت‌های زنان شده است. پیش‌تر نیز برنامه‌های موسیقی زنان با فشار محافل محافظه‌کار جمهوری اسلامی لغو شده‌اند. اگرچه ممنوعیت و محدودیت‌ها برای مردان نیز بوده‌اند و برخی موسیقی‌ها کلاً ممنوع دانسته شده‌اند.

## موسیقی قدیم ایران

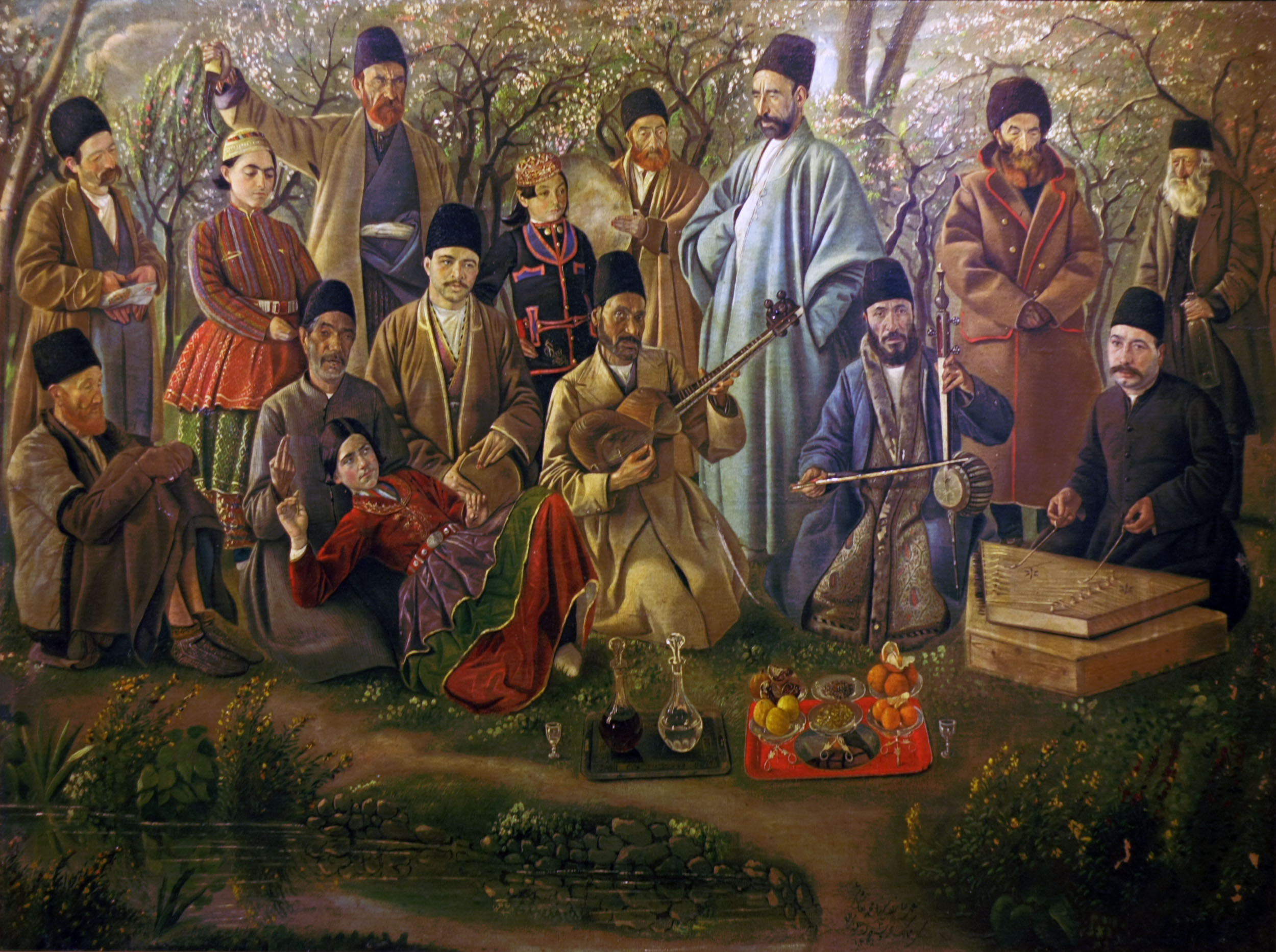
عمله طرب، نوازندگان و رقصندگان عصر ناصری

از قرن چهارم تا نهم هجری قمری، موسیقی ایران وضعیت خوبی داشته است. اغلب دانشمندان و فلاسفه در کتاب‌ها و رسالات خود مبحثی را به موسیقی اختصاص داده‌اند. از آن جمله ابو نصر فارابی، بو علی سینا، صفی الدین ارموی، قطب الدین شیرازی و عبدالقادر مراغی را می‌توان نام برد.
در کتاب‌های قدیم موسیقی ایران تا قرن نهم هجری از واژه «مقام»، «پرده» و «شدّ» استفاده کرده‌اند. در موسیقی قدیم ایران برای نام گذاری پرده‌ها یا نغمه‌ها از حروف ابجد استفاده می‌شده و همچنین دوازده مقام اصلی وجود داشته است که عبارتند از:
۱-عشاق ۲-نوا ۳-بوسلیک ۴-راست ۵-حسینی ۶-حجاز ۷-راهوی ۸-زنگوله ۹-عراق ۱۰-اصفهان ۱۱-زیرافکند ۱۲-بزرگ
این دوازده مقام از هفده درجه یا مایه یا تنالیته اجرا می‌شدند.
علاوه بر مقام‌های گفته شده، ۲۴ شعبه یا گوشه نیز وجود داشته که عبارتند از:
۱-دوگاه ۲-سه‌گاه ۳-چهارگاه ۴-پنج‌گاه ۵-عشیرا ۶-نوروز عرب ۷-ماهور ۸-نوروز خارا ۹-بیاتی ۱۰-حصار ۱۱-نهفت ۱۲-عُزال ۱۳-اوج ۱۴-نیرز (نیریز) ۱۵-مُبَرقع ۱۶-رکب ۱۷-صبا ۱۸-همایون ۱۹-زاول (زابل) ۲۰-اصفهانک ۲۱-بسته‌نگار ۲۲-خوزی ۲۳-نهاوند ۲۴-مُحَیّر
موسیقی ایران در دوران قبل از اسلام در دورهٔ ساسانیان آهنگ‌های منسوب به «باربد» شامل «هفت خسروانی»، «سی لحن» و «سیصد و شصت دستان» بوده است که با هفت روز هفته و سی روز ماه و سیصد و شصت روز سال مطابق بوده است.
در دربار خسرو پرویز در هر برنامه موسیقی، نظم و ترتیب خاصی برای اجرای آهنگ‌ها وجود داشته است.
حکیم نظامی گنجوی در منظومه «خسرو و شیرین» سی لحن باربد را به نظم درآورده است.
در دورهٔ بعد از اسلام هم یک برنامه موسیقی «نوبت» نامیده می‌شده که شامل «قول»، «غزل»، «ترانه» و «فروداشت» بوده است.
در زمان عبدالقادر مراغی از کلمه «قطعه» استفاده می‌شده که مترادف با کلمه «آهنگ» است.

## موسیقی ایران در دورهٔ قاجار
از زمان قاجار در موسیقی ایران از کلمه «دستگاه» استفاده شده است که مترادف کلمه «مقام» است.
در زمان ناصرالدین شاه قاجار، ردیف موسیقی ایران به وسیله موسیقیدانان تدوین شد که مهم‌ترین آن‌ها ردیف میرزا عبدالله و ردیف آقا حسینقلی (نوازندگان تار و سه تار) است.
هرمز فرهت موسیقی سنتی امروزی را میراث دوران قاجار می‌داند و معتقد است: «موسیقی ردیف، کل موسیقی ما است که بهترین نمونه آن را میرزا عبدالله و آقا حسینقلی که از بزرگان موسیقی اواخر دوران قاجار بودند اجرا کردند و دیگرانی به خط موسیقی بین‌المللی درآوردند و ثبت کردند». ردیف کنونی ایران شامل هفت دستگاه اصلی به نام‌های «شور»، «سه‌گاه»، «چهارگاه»، «ماهور»، «همایون»، «نوا»، «راست پنج‌گاه» و پنج آواز به نام‌های «ابوعطا»، «افشاری»، «بیات ترک»، «دشتی» و «بیات اصفهان» است.
ردیف موسیقی فعلی ایران با مقامات قدیم موسیقی ایران حلقه‌های مفقوده بسیاری دارد که باید آن‌ها را پیدا کرد. برای مثال «اصفهان» در موسیقی قدیم ایران از دوازده مقام اصلی بوده و «همایون» یکی از گوشه‌های بیست و چهارگانه بوده است.

## موسیقی ایران در دورهٔ پهلوی
در دوره پهلوی، موسیقی سنتی از دربار بیشتر فاصله گرفت و به خانه‌های مردم آمد. کلنل وزیری (آهنگساز و نوازنده چیره‌دست تار) هنرستان عالی موسیقی و نیز نخستین ارکستر بزرگ کشور را تأسیس نمود و هنرمندان بزرگی همچون روح‌الله خالقی، ابوالحسن صبا، موسی معروفی، حسین سنجری و حشمت سنجری را پرورش داد.

## موسیقی ایران در دورهٔ جمهوری اسلامی
پس از انقلاب ۱۳۵۷ ایران و از بدو شکل‌گیری حکومت جمهوری اسلامی، نزاعی سخت میان جریان سنتی با جریان مدرن برای نوع مواجهه با هنر و از جمله موسیقی آغاز شد. در تابستان ۱۳۵۸ و چند ماه پس از پیروزی انقلاب، سید روح‌الله خمینی حکم به ممنوعیت پخش موسیقی از رادیو و تلویزیون داد. او در اظهار نظری صریح، موسیقی را شبیه تریاک دانست و گفت: «گوش دادن به موسیقی، افراد را احمق می‌کند و مغز آنها را پوچ و غیرفعال می‌کند.» خمینی معتقد بود در دوران پهلوی با افزایش برنامه‌های موسیقی و جذب جوانان به این امور، آن‌ها را از فعالیتهای مهم سیاسی دور کرده بودند.
در سال‌های اول انقلاب لحن موسیقی حماسی شد و قطعات بیشتر به فرم سرود نزدیک شدند. موسیقی از ضرب‌آهنگ‌های ساده و بزمی که پیش‌تر در شش هشتم، «سه ضربی» و «چهار چهارم سنگین» بود دورشد و به ریتم‌های پیچیده‌تری مانند «ضرب‌های لنگ» نزدیک شد که حال و هوای حماسی به قطعات می‌داد.
با آغاز جنگ ایران و عراق، جای خالی سرودهای مهیج و تأثیرگذار در ایجاد جو حماسی بین مردم احساس می‌شد و نیاز به تهییج جوانان برای حضور در جبهه‌های نبرد و بالا بردن روحیهٔ مقاومت در مردم باعث شد آثار موسیقایی از صدا و سیما پخش شوند. این آثار با مضامینی همچون دفاع از کشور، تجلیل از کشته‌شدگان جنگ و غرب‌ستیزی و از لحاظ فرم در قالب نوحه، سرودهای انقلابی و مارش‌های نظامی عرضه می‌شدند. با وجود مقررات سختگیرانه در حوزهٔ موسیقی، در این دوره آثاری در خور مانند نی‌نوای حسین علیزاده (۱۳۶۲) و یادگار دوست شهرام ناظری (۱۳۶۳) به بازار عرضه شدند که این دومی نقش مهمی در شکستن جو فقهی حاکم بر موسیقی ایران داشت. کلاً، آهنگ‌های عاشقانه مجاز نبودند، مگر اینکه آهنگ‌هایی دربارهٔ عشق به خدا یا اسلام باشد. در آن سال‌ها اجرا و تدریس سبک‌هایی مانند پاپ، کلاسیک و موسیقی رقص که غربی دانسته می‌شدند ممنوع بود که نتیجهٔ آن رواج اجراها و کلاس‌های خانگی بود. همچنین عرضهٔ آثار خوانندگان مهاجرت‌کردهٔ پیش از انقلاب در بازار سیاه، باعث دسترسی مردم به محتوایی غیر از موسیقی مورد تأیید حکومت می‌شد.
در سال ۱۳۶۷ خمینی فتوایی صادر کرد که طبق آن، حرمت از اجرای موسیقی و شطرنج برداشته‌شد و این فتوا مسیر جدیدی را برای فعالیت‌های موسیقایی باز کرد. با این‌حال، ممنوعیت برای نمایش آلات موسیقی در تلویزیون دولتی همچنان باقی ماند به شکلی که اگر اجرای زنده‌ای در شبکه‌های تلویزیون ایران برگزار می‌شد، نوازندگان در محلی دورتر از خواننده مستقر شده و سازها را نشان نمی‌دادند. بعضی اوقات هم نوازندگان و سازها را پشت دکور برنامه یا گلدان مخفی می‌کردند یا به جای آن‌ها، تصاویری از طبیعت پخش می‌شد.
پس از پایان جنگ، سیاست حمایت از موسیقی رزمی جای خود را به سیاست حمایت از موسیقی ردیفی داد که از منظر حکومت، سنتی و عرفانی تلقی می‌شد. اما این نوع موسیقی و شعر کلاسیک همراه آن، پاسخگوی نیازهای همهٔ مخاطبان نبود و توده‌های کم‌فرهنگ‌تر جامعه، به موسیقی پاپ عامه‌پسند پیش از انقلاب یا تولیدات مشابه در خارج از کشور پناه بردند. در دههٔ ۷۰ خورشیدی و پس از حدود ۱۵ سال ممنوعیت، با سیاست‌گذاری‌های متفاوت دولت‌های هاشمی رفسنجانی و محمد خاتمی، صدور مجوز برای موسیقی پاپ بار دیگر از سر گرفته شد. در آن سال‌ها صدا و سیما با ایجاد شبکه‌های مختلف رادیویی و تلویزیونی و معرفی خوانندگان جدید که صدایی شبیه خوانندگان پاپ معروف به «لس آنجلسی» داشتند، سعی در ترویج موسیقی پاپ تولید داخل را داشت. این سیاست به رقابتی جدی میان دست‌اندرکاران موسیقی پاپ و سنتی، برای در دست گرفتن بازار منجر شد. در سالهای ریاست جمهوری خاتمی، وضعیت بازار موسیقی سنتی به گونه‌ای شد که بخش خصوصی رغبتی برای سرمایه‌گذاری روی آثار خوانندگان سنتی غیر از چهره‌های بسیار محبوب همچون شجریان، ناظری و کامکارها نداشت. مرکز موسیقی وزارت فرهنگ و ارشاد اسلامی، (که تا سال ۱۳۷۸ «مرکز سرود و آهنگهای انقلابی» نام داشت) هم با راه‌اندازی ارکستر ملی به رهبری فرهاد فخرالدینی سعی کرد از موسیقی جدی و سنگین ایرانی حمایت کند. توجه هنرمندان موسیقی سنتی به بازارهای خارج از ایران و توفیق‌شان در آن عرصه و سرمایه‌گذاری دولتی روی موسیقی بومی نواحی ایران از دیگر دست‌آوردهای این رقابت بود.
پس از گذشت دو دهه از انقلاب و با فراگیر شدن تکنولوژی‌هایی مانند اینترنت و تلویزیون‌های ماهواره‌ای، به‌تدریج گروه‌های زیرزمینی در سبک‌های رپ، راک، و ژانرهای مختلف موسیقی متال در عرصهٔ موسیقی ایران ظهور کردند. مفهوم موسیقی زیرزمینی در ایران از تعریف روتین آن در غرب متفاوت است. در آمریکا و اروپا موسیقی زیرزمینی یا مستقل به ژانرهای خلاق و با ارزشی از موسیقی آوانگارد گفته می‌شود که در نفی الگوها و کلیشه‌های مسلط بر بازار و در نقد فرهنگ و مناسبات اجتماعی و سیاسی خلق می‌شوند. در ایران اما اصطلاح «موسیقی زیرزمینی» با موسیقی «غیرمجاز» مترادف است و زیرزمینی بودن اثر، لزوماً به‌معنی باارزش بودن یا صاحب تفکر بودن خالقان آن نیست. این اصطلاح به همهٔ آثار موسیقایی، از بازاری و تقلیدی تا نوآورانه و با ارزش گفته می‌شود که بدون مجوز وزارت ارشاد تولید، تکثیر و توزیع می‌شوند.